# Sukarapih (Cibeureum)
Sukarapih is een bestuurslaag in het regentschap Kuningan van de provincie West-Java, Indonesië. Sukarapih telt 4061 inwoners (volkstelling 2010).